# 대한민국 형사소송법 제78조
대한민국 형사소송법 제78조는 촉탁에 의한 구속의 절차에 대한 형사소송법의 조문이다.

## 조문
제78조(촉탁에 의한 구속의 절차) ① 전조의 경우에 촉탁에 의하여 구속영장을 발부한 판사는 피고인을 인치한 때로부터 24시간 이내에 그 피고인임에 틀림없는가를 조사하여야 한다.
②피고인임에 틀림없는 때에는 신속히 지정된 장소에 송치하여야 한다.

第78條(囑託에 依한 拘束의 節次) ① 前條의 境遇에 囑託에 依하여 拘束令狀을 發付한 判事는 被告人을 引致한 때로부터 24時間 以內에 그 被告人임에 틀림없는가를 調査하여야 한다.
②被告人임에 틀림없는 때에는 迅速히 指定된 場所에 送致하여야 한다.

## 참고 문헌
- 손동권 신이철, 새로운 형사소송법(초판, 2013), 세창, 2013. ISBN 9788984114081